# Мюсидан
Мюсидан (фр. Mussidan) — коммуна во Франции, в регионе Аквитания, департамент Дордонь. Население составляет 2851 человек (2009). Город впервые упоминается в 1569 году. На карте Кассини, выполненной в период с 1756 по 1789 годы, местечко имеет название Mucidan. В 1950-х гг. город был важным индустриальным центром Дордони.